# بيل فرانك
بيل فرانك (بالإنجليزية: Bill Frank)‏ هو لاعب كرة قدم أمريكية ولاعب كرة القدم الكندية أمريكي، ولد في 13 أبريل 1938 في دنفر في الولايات المتحدة، وتوفي في 26 يونيو 2014 في وايت روك في كندا.

## وصلات خارجية
- بيل فرانك على موقع مرجع كرة القدم المحترفة.كوم (الإنجليزية)